# Aero Lloyd
Aero Lloyd Flugreisen GmbH & Co, operante come Aero Lloyd, era una compagnia aerea charter tedesca e poi anche di linea con sede a Oberursel, in Germania. Aveva sede nell'edificio 182 dell'aeroporto di Francoforte a Francoforte sul Meno prima di essere trasferita ad Oberursel.

## Storia

### I primi anni
Aero Lloyd era stata fondata il 6 settembre 1979 avviando le operazioni nel marzo 1981 con tre Sud Aviation Caravelle. Nel 1982, la compagnia aerea ricevette 3 Douglas DC-9-32 di Garuda Indonesia.
Nel 1986 la compagnia aerea iniziò a ricevere dei McDonnell Douglas MD-80 usati per aggiungere nuove destinazioni. Nel 1988, Aero Lloyd aprì delle rotte per Londra nel Regno Unito, Parigi in Francia e Zurigo in Svizzera con i nuovi velivoli. Tuttavia, nel 1992, l'Aero Lloyd abbandonò le operazioni di linea dopo aver realizzato che non era una buona mossa.
Nel 1998, la Bayerische Landesbank rilevò una quota di maggioranza del 66% con l'intenzione di venderla a un acquirente strategico. La Bayerische Landesbank era anche la sua miglior banca. Nel 2000, il ritorno sulle vendite era inferiore all'1%, e quindi inferiore alla media del settore. Nel 2001 la Bayerische concesse un prestito di 20 milioni di euro per garantire un minimo di liquidità. Aero Lloyd raggiunse una quota di mercato di circa il 12% nel 2002, ma soffrì di sovraccapacità sul mercato.

### Il crollo
La compagnia aerea cessò le operazioni il 16 ottobre 2003 dopo che gli azionisti si rifiutarono di continuare a finanziarla. Il crollo lasciò 4.000 passeggeri bloccati negli aeroporti tedeschi e altri 4.500 bloccati all'estero. Le attività di Aero Lloyd furono acquisite dal suo fondatore, Bogomir Gradisnik, dal socio Miso Aksmanovic, che la rimodellò in una compagnia charter più piccola denominata Aero Flight, fondata nel marzo 2004, le cui operazioni iniziarono il 26 marzo 2004, per poi cessare l'attività il 30 ottobre 2005.

## Flotta

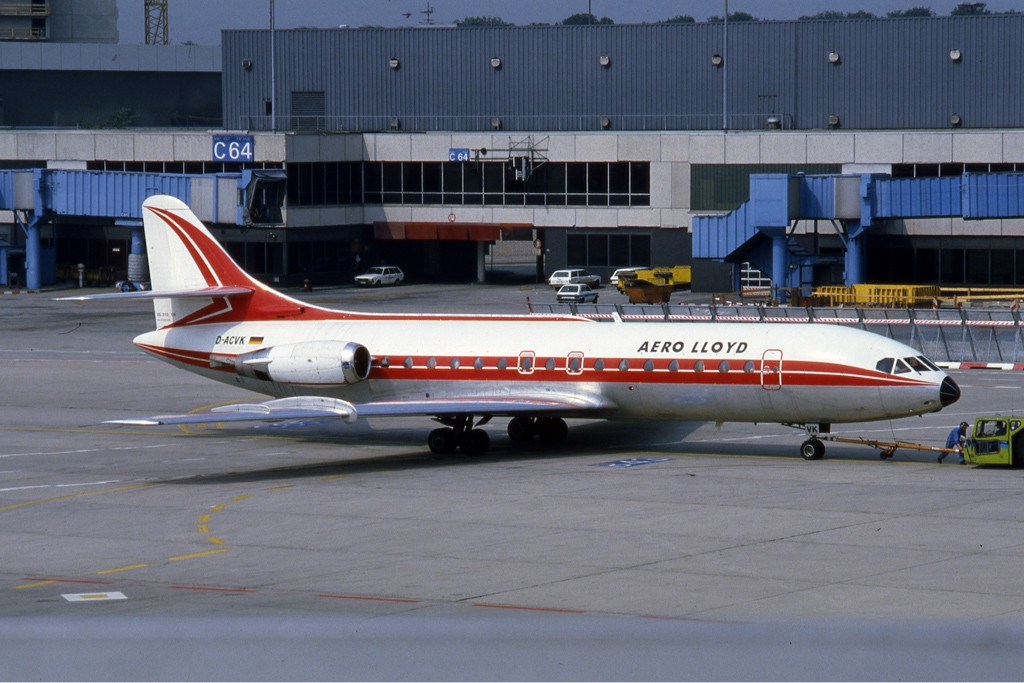
Un Caravelle di Aero Lloyd all'aeroporto di Francoforte.

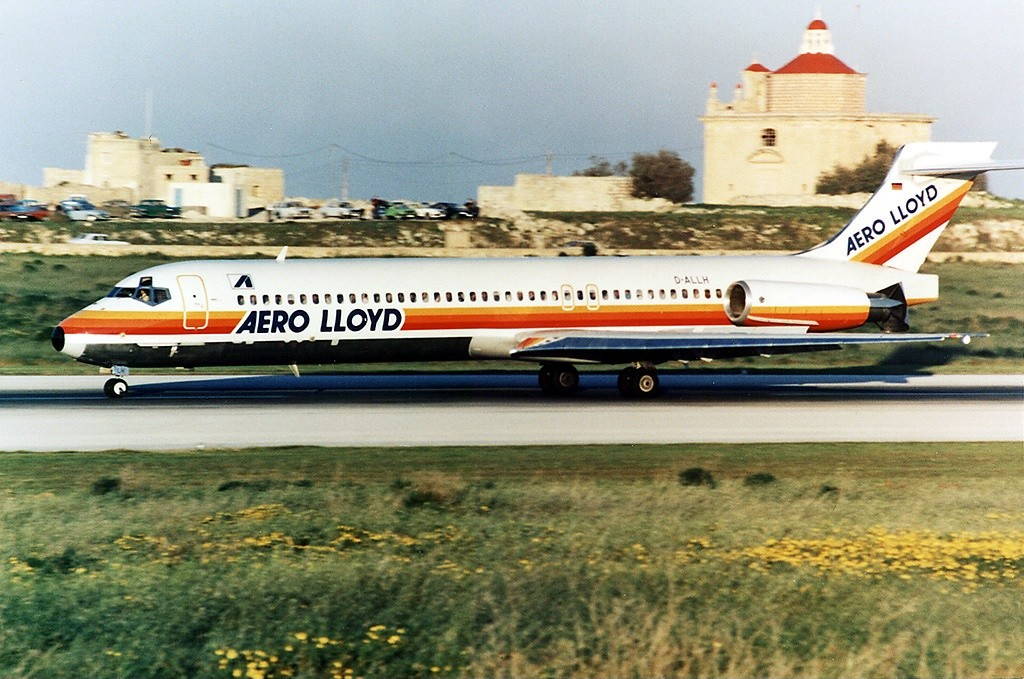
Un McDonnell Douglas MD-87 di Aero Lloyd a Luqa, Malta.

La flotta dell'Aero Lloyd era composta dai seguenti velivoli durante le operazioni:

## Incidenti
- Il 1º settembre 2001 un Airbus A321-200 di Aero Lloyd, che operava un volo charter dall'aeroporto di Catania-Fontanarossa, in Italia, all'aeroporto di Berlino Tegel, in Germania, subì un tentativo di dirottamento poco dopo il decollo. L'aereo venne dirottato all'aeroporto di Napoli, sempre in Italia, dove effettuò un atterraggio di emergenza mentre il dirottatore fu arrestato. Alcuni testimoni dissero che l'uomo aveva spacciato delle candele di cera come dinamite e del conseguente attacco di panico. Nessuno rimase ferito nell'incidente.[9][10]
- Il 1 luglio 2002 il volo Aero Lloyd 1135, un Airbus A320-200, era in ritardo e raggiunse l'aeroporto di Friedrichshafen solo dopo l'ora di arrivo prevista per i voli passeggeri. Il centro di controllo del traffico della regione di Zurigo non si aspettava di gestire altri atterraggi quella notte e lasciò in servizio un solo controllore. Sebbene l'Airbus atterrò in tutta sicurezza, gli sforzi del controllore per assistere il volo 1135 lo avevano ripetutamente distratto dal suo precedente dovere di gestire il traffico ad alta quota, citato come uno dei principali fattori che contribuirono alla collisione in volo di Überlingen avvenuta all'incirca nello stesso lasso di tempo.